# ريموند سانت جاك
ريموند سانت جاك (اسم الولادة: جيمس آرثر جونسون)؛ (1 مارس 1930 - 27 أغسطس 1990)، هو ممثل ومخرج ومنتج أمريكي. كان أول ممثل أمريكي من أصل أفريقي يظهر في دور منتظم في مسلسل غربي، حيث لعب دور سيمون بليك في مسلسل «Rawhide)».

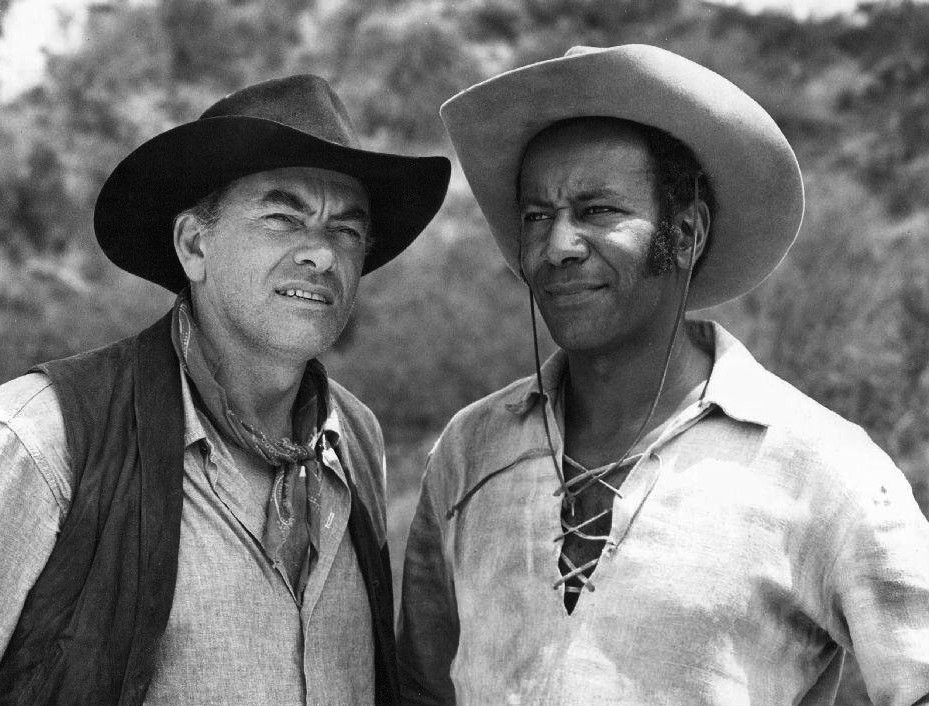
سانت جاك (يمين) مع جون إيرلندا، 1965

## وفاته
توفي في 27 أغسطس 1990، بسبب سرطان الغدد الليمفاوية في مركز «Cedars-Sinai» الطبي في لوس أنجلوس.   أقيمت جنازته في 31 أغسطس في كنيسة ريكسيونال في فورست لون ميموريال بارك في جلينديل، كاليفورنيا، وبعد ذلك تم دفنه في فورست لون ميموريال بارك، هوليوود هيلز . 

## من أعماله
- إنهم يعيشون (فيلم)
- المجد (فيلم 1989)
- جذور: ملحمة عائلة أميركية (مسلسل).

## روابط خارجية
- ريموند سانت جاك على موقع IMDb (الإنجليزية)
- ريموند سانت جاك على موقع ألو سيني (الفرنسية)
- ريموند سانت جاك على موقع أول موفي (الإنجليزية)
- ريموند سانت جاك على موقع قاعدة بيانات برودواي على الإنترنت (الإنجليزية)
- ريموند سانت جاك على موقع قاعدة بيانات برودواي على الإنترنت (الإنجليزية)
- ريموند سانت جاك على موقع قاعدة بيانات الأفلام السويدية (السويدية)
- ريموند سانت جاك على موقع إن إن دي بي (الإنجليزية)
- ريموند سانت جاك على موقع قاعدة بيانات الفيلم (الإنجليزية)
- ريموند سانت جاك على موقع كينوبويسك (الروسية)
- "انفجار من الماضي مع ريموند سانت جاك"[وصلة مكسورة] لسلسلة WGBH ، قل براذر
- ريموند سانت جاك على موقع فايند أغريف